# BMW F39
Die erste Generation des Crossover-SUVs BMW X2 trägt die interne Bezeichnung F39. Sie wurde im März 2018 eingeführt und im März 2024 durch das Nachfolgemodell U10 ersetzt.

## Geschichte
Mit dem Concept X2 zeigte BMW auf dem Pariser Autosalon im Oktober 2016 einen ersten Ausblick auf eine SUV-Coupé-Version auf Basis der seit 2015 gebauten zweiten Generation des BMW X1.

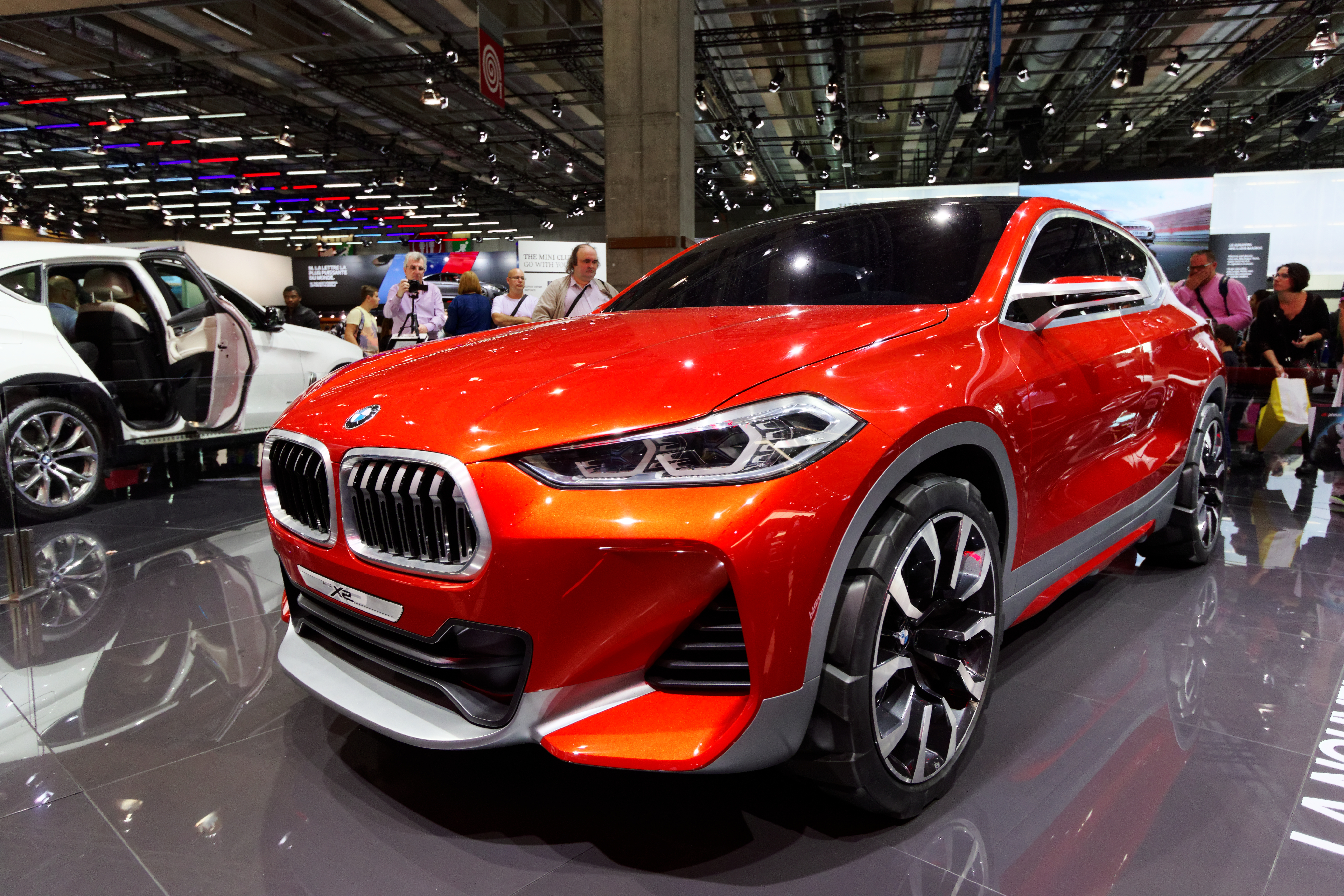
BMW Concept X2 auf dem Pariser Autosalon 2016
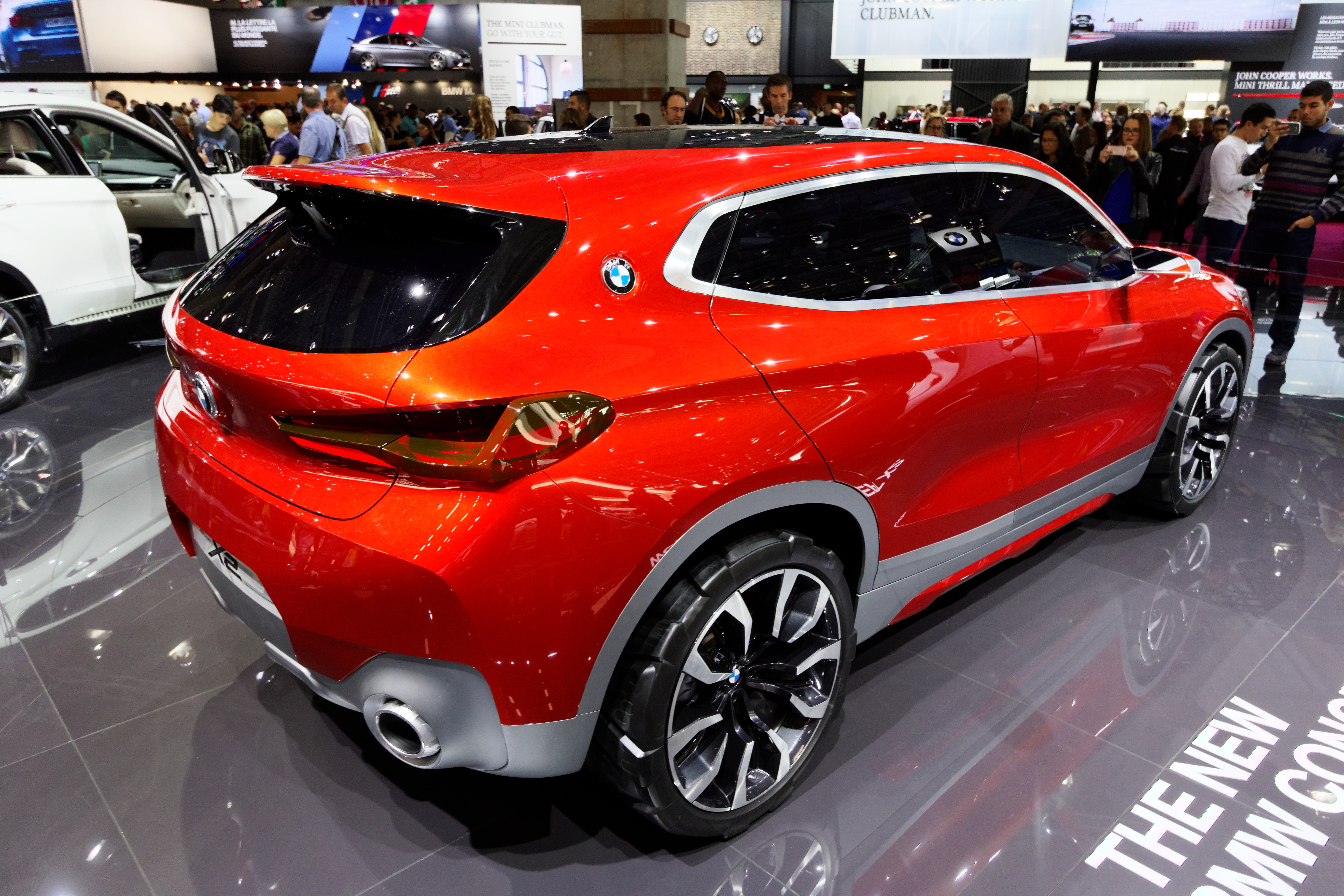
Heckansicht

Erste Bilder der Serienversion veröffentlichte der Hersteller am 25. Oktober 2017. Messepremiere hatte der X2 auf der North American International Auto Show im Januar 2018 in Detroit, der Marktstart erfolgte am 3. März 2018.
Die Fertigung erfolgte in Regensburg.

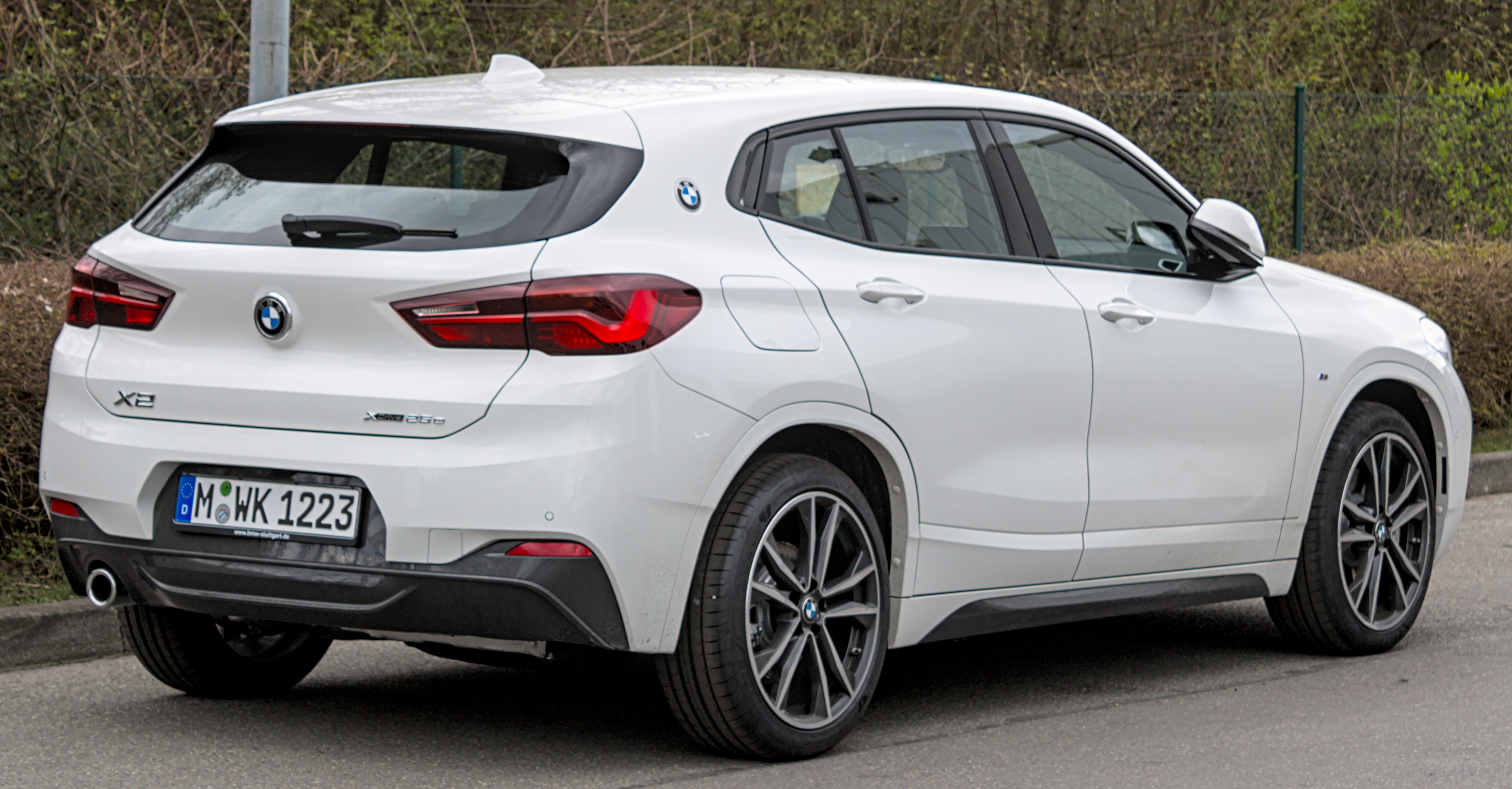
Heckansicht
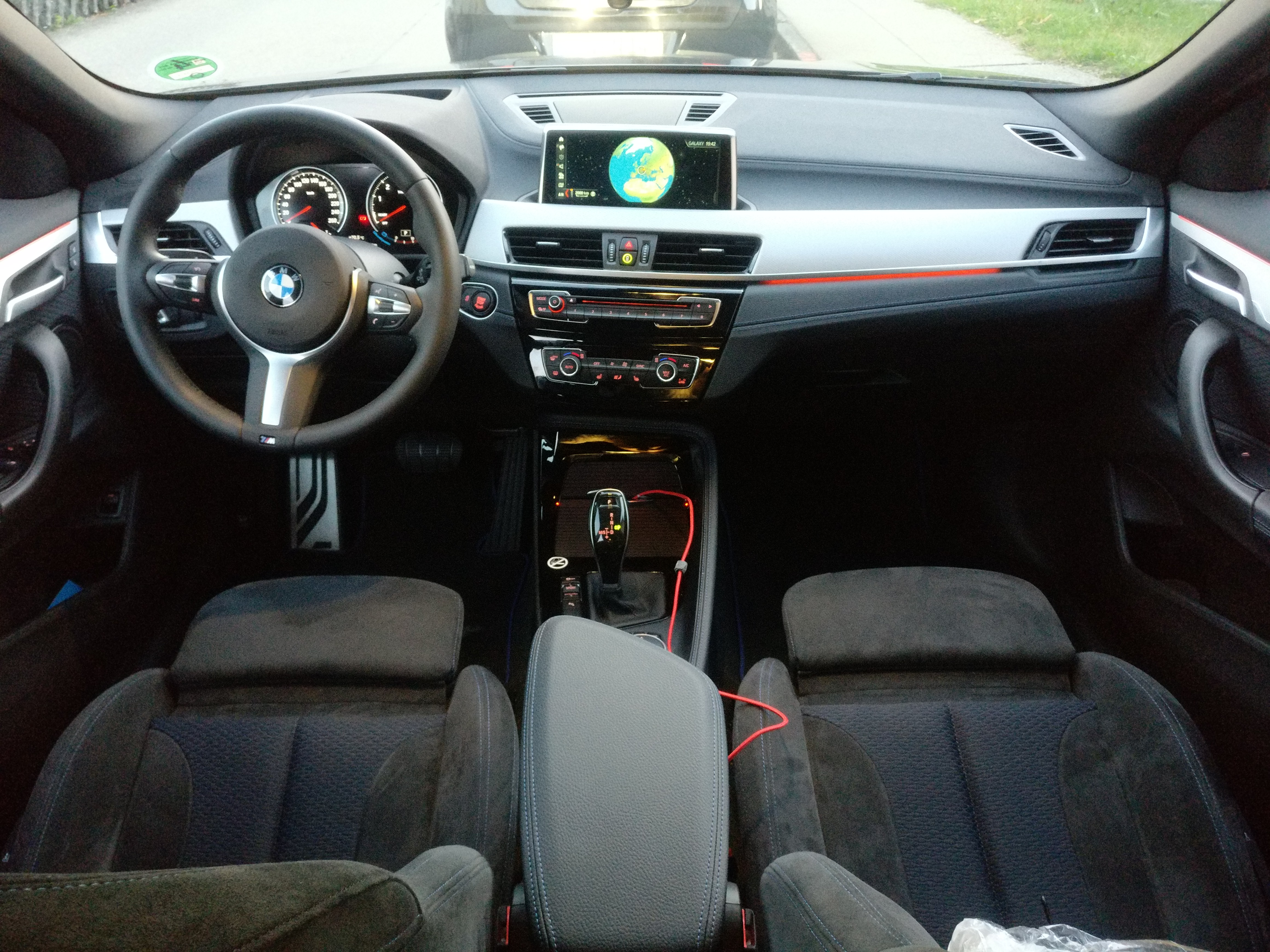
Interieur

Der BMW X2 erweitert die X-Reihe und ist unter dem BMW X4 und dem BMW X6 das kleinste SUV des Herstellers mit gerader Zahl in der Modellbezeichnung. Konkurrenten des X2 sind unter anderem der Mercedes-Benz GLA und der Range Rover Evoque.

### Sondermodelle
Im Herbst 2020 präsentierte BMW das Sondermodell M Mesh Edition. Die Änderungen belaufen sich ausschließlich auf die Optik. So hat das Sondermodell beispielsweise auffällige Folierungen an diversen Karossiereteilen. Das Sondermodell Edition Goldplay wurde im Januar 2022 vorgestellt. Bei ihm finden sich diverse goldfarbene Applikationen an verschiedenen Teilen des Fahrzeugs wie den Außenspiegelkappen oder den Felgen.

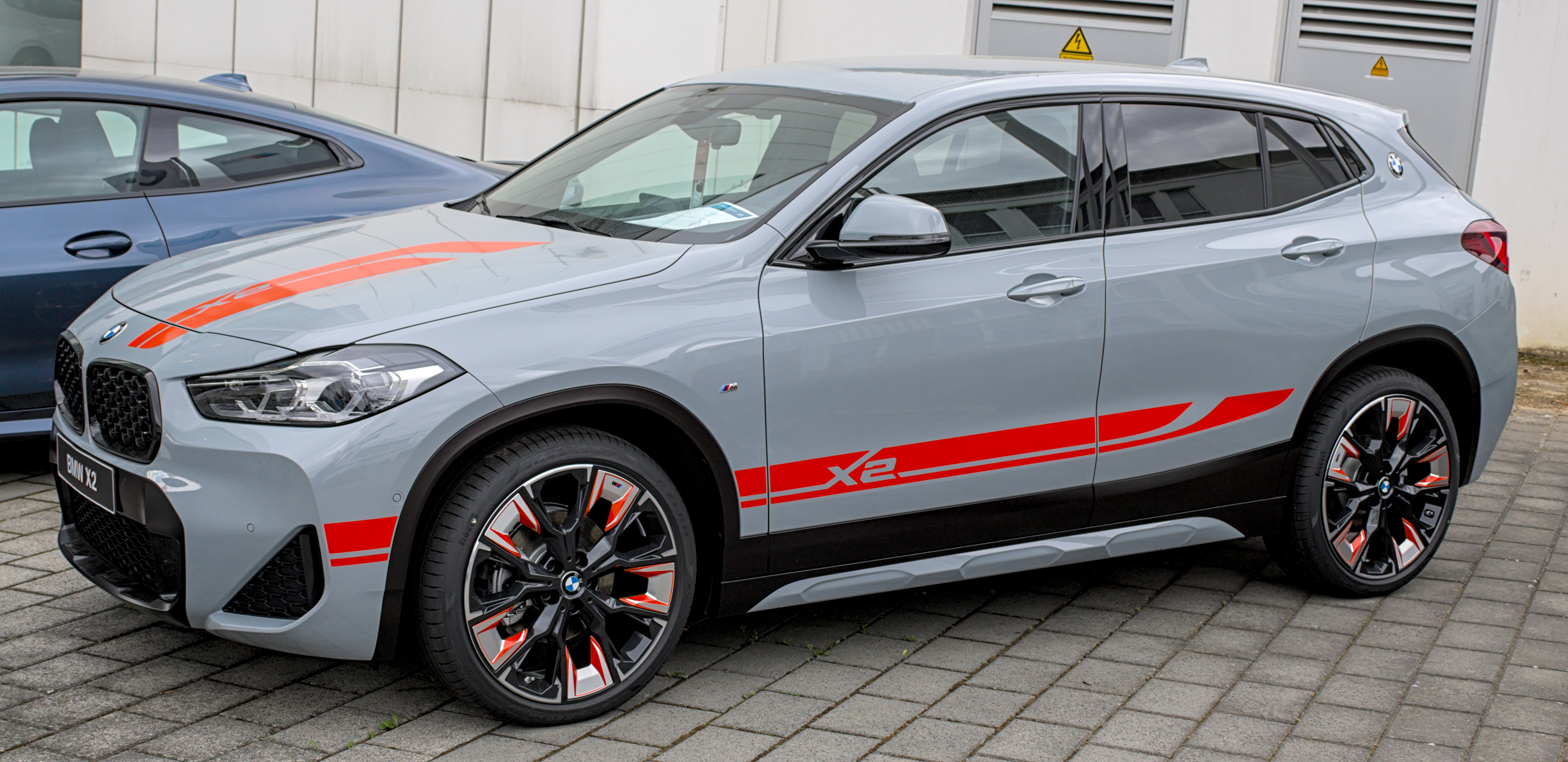
M Mesh Edition
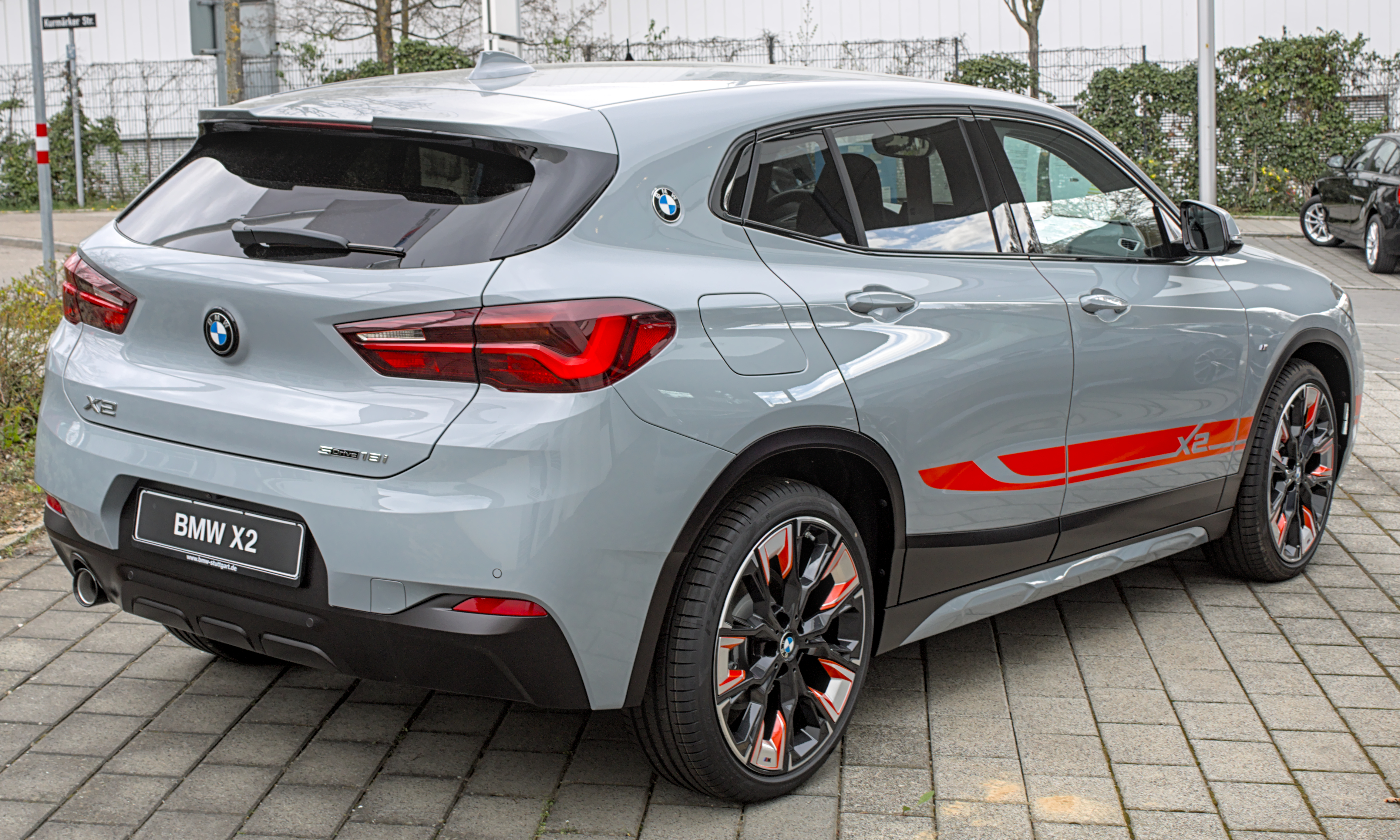
Heckansicht

Bis Oktober 2023 wurden insgesamt rund 380.000 Fahrzeuge dieser X2-Generation hergestellt.

## Karosserie
Der X2 der ersten Generation basiert wie der BMW X1 oder der Mini Countryman auf der BMW-UKL2-Plattform und wird daher im Gegensatz zu den meisten anderen BMW-Modellen in der Basis mit Vorderradantrieb angeboten.
Das Design des von BMW als SUV-Coupé bezeichneten Kompakt-SUV ist an den 8 cm höheren und 9 cm längeren X1 angelehnt. Wie schon beim BMW 2000 CS und beim nachfolgenden Sechszylinder-Coupé BMW E9 ist das BMW-Logo am Hofmeister-Knick von jeder Seite einmal zu sehen.

## Technische Daten

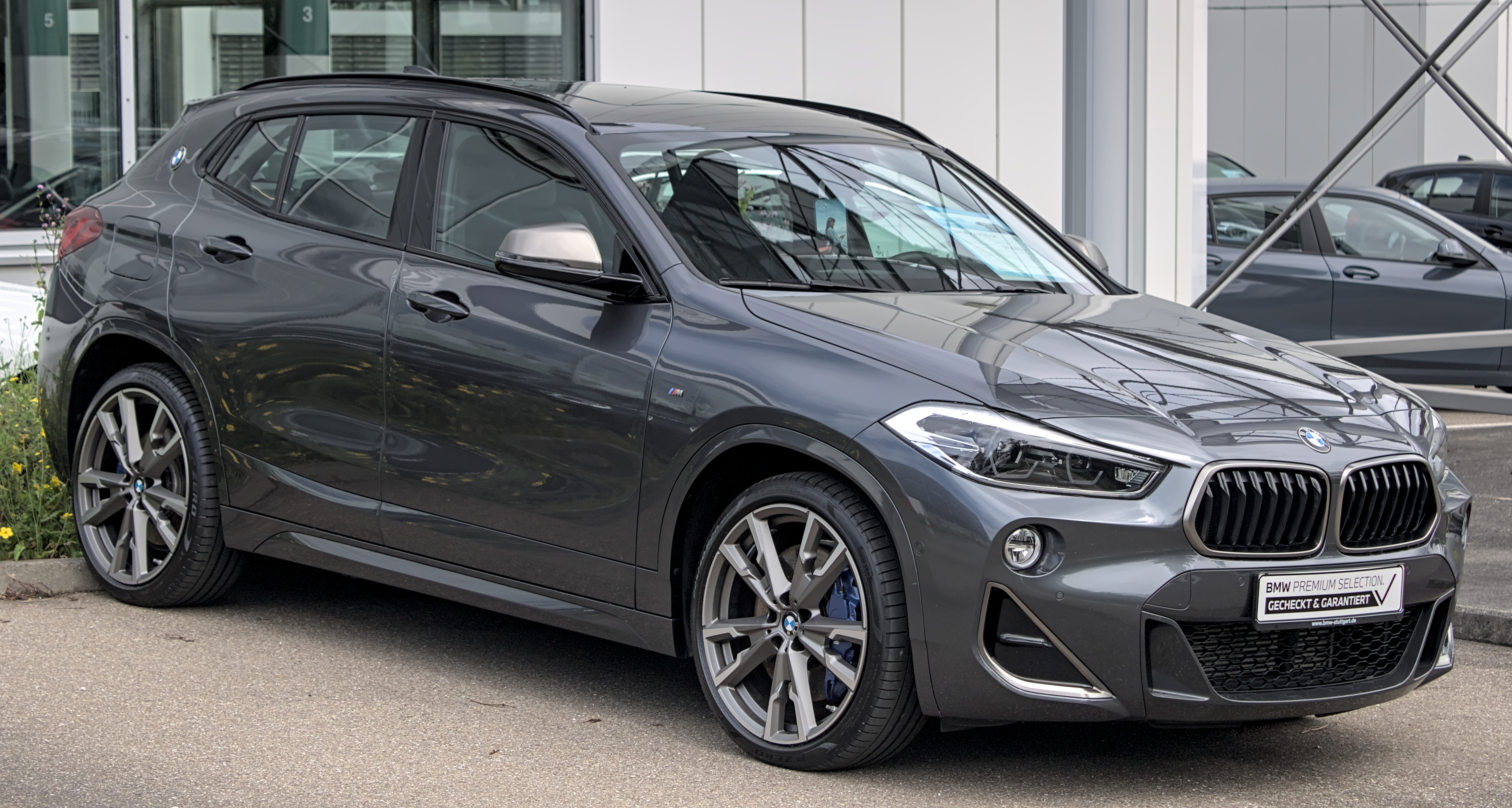
M35i

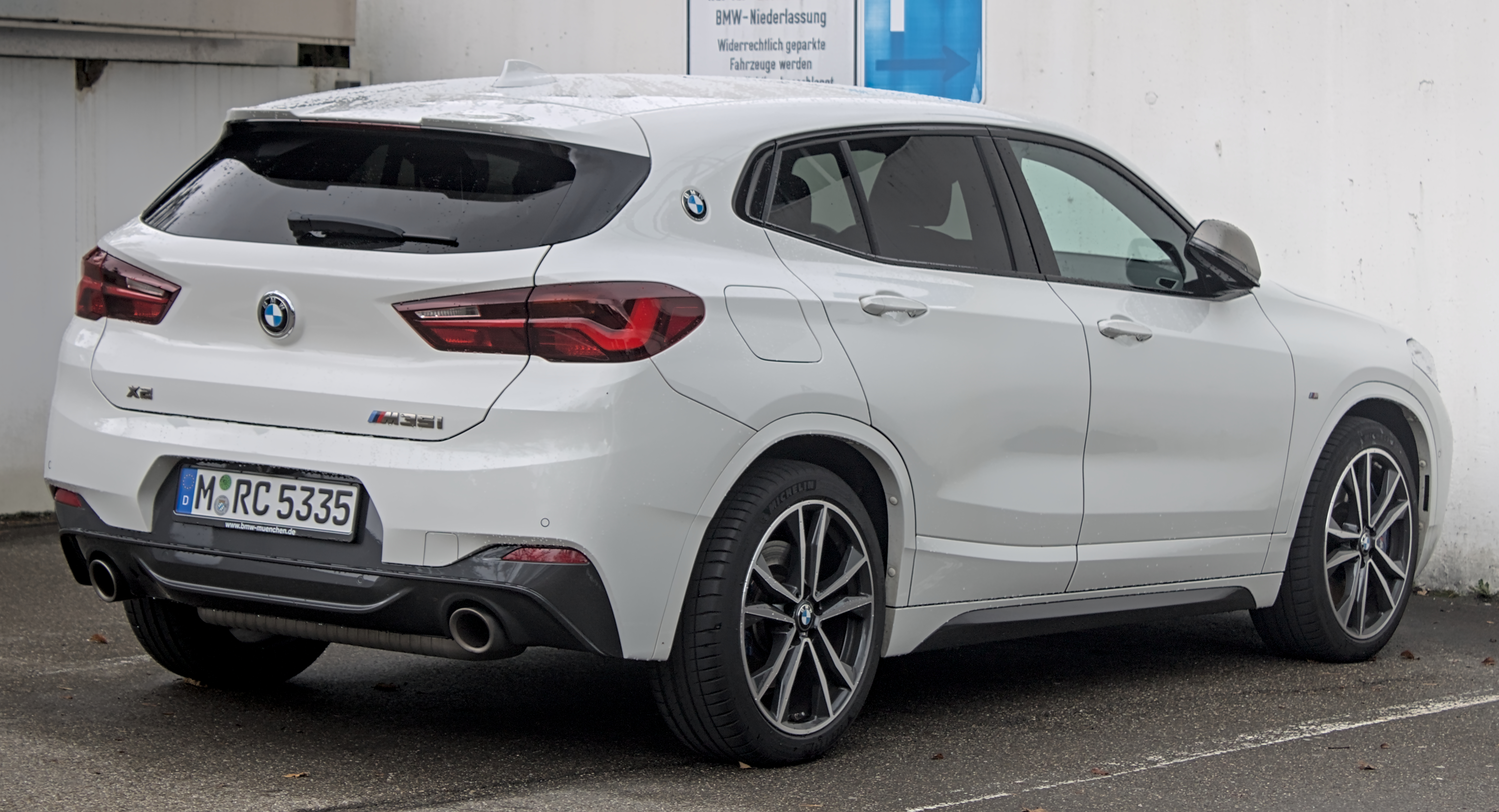
M35i, Heckansicht

Zum Marktstart waren für den X2 ein Zweiliter-Ottomotor mit 141 kW (192 PS) und Vorderradantrieb sowie zwei Zweiliter-Dieselmotoren mit 140 kW (190 PS) oder 170 kW (231 PS) und Allradantrieb erhältlich. Kurz darauf folgten ein 1,5-Liter-Ottomotor mit 103 kW (140 PS) und ein Zweiliter-Dieselmotor mit 110 kW (150 PS).

### Ottomotoren
|                                                                   | sDrive18i                        | sDrive18i                        | sDrive20i                      | xDrive20i                  | sDrive20i                      | sDrive20i                      | xDrive20i                  | xDrive20i                      | M35i                        | M35i                        |
| ----------------------------------------------------------------- | -------------------------------- | -------------------------------- | ------------------------------ | -------------------------- | ------------------------------ | ------------------------------ | -------------------------- | ------------------------------ | --------------------------- | --------------------------- |
| Bauzeit                                                           | 11/2020–10/2023                  | 03/2018–11/2020                  | 11/2020–10/2023                | 11/2020–10/2023            | 03/2018–06/2018                | 07/2018–11/2020                | 03/2018–06/2018            | 02/2019–11/2020                | 02/2019–11/2020             | 11/2020–10/2023             |
| Motorart                                                          | Ottomotor                        | Ottomotor                        | Ottomotor                      | Ottomotor                  | Ottomotor                      | Ottomotor                      | Ottomotor                  | Ottomotor                      | Ottomotor                   | Ottomotor                   |
| Motorbauart                                                       | Dreizylinder-Reihenmotor         | Dreizylinder-Reihenmotor         | Vierzylinder-Reihenmotor       | Vierzylinder-Reihenmotor   | Vierzylinder-Reihenmotor       | Vierzylinder-Reihenmotor       | Vierzylinder-Reihenmotor   | Vierzylinder-Reihenmotor       | Vierzylinder-Reihenmotor    | Vierzylinder-Reihenmotor    |
| Gemischaufbereitung                                               | Direkteinspritzung               | Direkteinspritzung               | Direkteinspritzung             | Direkteinspritzung         | Direkteinspritzung             | Direkteinspritzung             | Direkteinspritzung         | Direkteinspritzung             | Direkteinspritzung          | Direkteinspritzung          |
| Motoraufladung                                                    | Abgasturbolader                  | Abgasturbolader                  | Abgasturbolader                | Abgasturbolader            | Abgasturbolader                | Abgasturbolader                | Abgasturbolader            | Abgasturbolader                | Twin-Scroll-Abgasturbolader | Twin-Scroll-Abgasturbolader |
| variable Ventilsteuerung                                          | Valvetronic                      | Valvetronic                      | Valvetronic                    | Valvetronic                | Valvetronic                    | Valvetronic                    | Valvetronic                | Valvetronic                    |                             |                             |
| Hubraum                                                           | 1499 cm³                         | 1499 cm³                         | 1998 cm³                       | 1998 cm³                   | 1998 cm³                       | 1998 cm³                       | 1998 cm³                   | 1998 cm³                       | 1998 cm³                    | 1998 cm³                    |
| Motorcode                                                         | B38A15M1                         | B38A15M1                         | B48A20M1                       | B48A20M1                   | B48A20M1                       | B48A20M1                       | B48A20M1                   | B48A20M1                       | B48A20M1                    | B48A20M1                    |
| max. Leistung bei 1/min                                           | 100 kW (136 PS)/ 4500–6500       | 103 kW (140 PS)/ 4600–6500       | 131 kW (178 PS)/ 5000–5500     | 131 kW (178 PS)/ 5000–5500 | 141 kW (192 PS)/ 5000–6000     | 141 kW (192 PS)/ 5000–6000     | 141 kW (192 PS)/ 5000–6000 | 141 kW (192 PS)/ 5000–6000     | 225 kW (306 PS)/ 5000–6250  | 225 kW (306 PS)/ 5000–6250  |
| max. Drehmoment bei 1/min                                         | 220 Nm/ 1500–4100                | 220 Nm/ 1480–4200                | 280 Nm/ 1350–4200              | 280 Nm/ 1350–4200          | 280 Nm/ 1350–4600              | 280 Nm/ 1350–4600              | 280 Nm/ 1350–4600          | 280 Nm/ 1350–4600              | 450 Nm/ 1750–4500           | 450 Nm/ 1800–4500           |
| Getriebe, serienmäßig                                             | 6-Gang-Schaltgetriebe            | 6-Gang-Schaltgetriebe            | 7-Gang-Doppelkupplungsgetriebe | 8-Gang-Automatik (1)       | 7-Gang-Doppelkupplungsgetriebe | 7-Gang-Doppelkupplungsgetriebe | 8-Gang-Automatik (1)       | 7-Gang-Doppelkupplungsgetriebe | 8-Gang-Automatik (1)        | 8-Gang-Automatik (1)        |
| Getriebe, optional                                                | [7-Gang-Doppelkupplungsgetriebe] | [7-Gang-Doppelkupplungsgetriebe] | —                              | —                          | —                              | —                              | —                          | —                              | —                           | —                           |
| Antrieb                                                           | Vorderradantrieb                 | Vorderradantrieb                 | Vorderradantrieb               | Allradantrieb              | Vorderradantrieb               | Vorderradantrieb               | Allradantrieb              | Allradantrieb                  | Allradantrieb               | Allradantrieb               |
| Beschleunigung, 0–100 km/h in s                                   | 9,6                              | 9,6                              | 7,6                            | 7,3                        | 7,7                            | 7,7                            | 7,4                        | 7,8                            | 4,9                         | 4,9                         |
| Höchstgeschwindigkeit                                             | 205 km/h                         | 205 km/h                         | 227 km/h                       | 224 km/h                   | 227 km/h                       | 227 km/h                       | 224 km/h                   | 224 km/h                       | 250 km/h                    | 250 km/h                    |
| Kraftstoffverbrauch (nach EWG-Richtlinie, kombiniert in l/100 km) | 5,6–6,0 [5,4–5,8]                | 5,6–5,8                          | 5,8–6,1                        | 6,3–6,6                    | 5,5–5,9                        | 5,9–6,3                        | 6,1–6,2                    | 6,5–6,7                        | 6,9–7,1                     | 6,6–7,1                     |
| CO2-Emission (g/km) kombiniert                                    | 128–137 [124–133]                | 129–132 [129–133]                | 132–140                        | 143–152                    | 126–134                        | 135–143                        | 138–142                    | 147–152                        | 158–161                     | 151–163                     |
| Abgasnorm nach EU-Klassifikation                                  | Euro 6d                          | Euro 6d-TEMP                     | Euro 6d                        | Euro 6d                    | Euro 6                         | Euro 6d-TEMP                   | Euro 6                     | Euro 6d-TEMP                   | Euro 6d-TEMP                | Euro 6d                     |

### Otto-Hybrid
|                                                            | xDrive25e                                                    |
| ---------------------------------------------------------- | ------------------------------------------------------------ |
| Bauzeit                                                    | 07/2020–10/2023                                              |
| Motortyp                                                   | Ottomotor und Elektromotor                                   |
| Motorbauart                                                | Dreizylinder-Reihenmotor                                     |
| Motorcode                                                  | B38A15A                                                      |
| Motoraufladung                                             | Abgasturbolader                                              |
| Gemischaufbereitung                                        | Direkteinspritzung                                           |
| variable Ventilsteuerung                                   | Valvetronic                                                  |
| Hubraum                                                    | 1499 cm³                                                     |
| Systemleistung bei 1/min                                   | 162 kW (220 PS)                                              |
| Verbrennungsmotor, Leistung bei 1/min                      | 92 kW (125 PS)/ 5000–5500                                    |
| E-Motor, Leistung bei 1/min                                | 70 kW (95 PS)/ 8000                                          |
| E-Motor, Dauerleistung (30 min)                            | 28 kW (38 PS)                                                |
| max. Systemdrehmoment bei 1/min                            | 385 Nm                                                       |
| Verbrennungsmotor, Drehmoment bei 1/min                    | 220 Nm/ 1500–3800                                            |
| E-Motor Drehmoment                                         | 165 Nm/ 100–3900                                             |
| Getriebe, serienmäßig                                      | Vorderachse: 6-Stufen-Automatik, Hinterachse Festübersetzung |
| Antrieb, serienmäßig                                       | Allradantrieb mit elektrischer Hinterachse                   |
| Antrieb, optional                                          | —                                                            |
| Beschleunigung, 0–100 km/h in s                            | 6,8                                                          |
| Höchstgeschwindigkeit, km/h                                | 195 135 (1)                                                  |
| Kraftstoffverbrauch gesamt in l/100 km (Verbrennungsmotor) | 1,9–2,1                                                      |
| CO2-Emission, kombiniert in g/km                           | 43–47                                                        |
| Abgasnorm nach EU-Klassifikation                           | Euro 6d                                                      |
| Tankinhalt                                                 | 36 l                                                         |
| Nettokapazität Akkumulator                                 | 8,8 kWh                                                      |

### Dieselmotoren
|                                                                   | sDrive18d                                       | sDrive18d                                       | xDrive18d                                       | xDrive18d                                       | sDrive20d                                       | sDrive20d                                       | xDrive20d                                       | xDrive20d                                       | xDrive25d                                       | xDrive25d                                       |
| ----------------------------------------------------------------- | ----------------------------------------------- | ----------------------------------------------- | ----------------------------------------------- | ----------------------------------------------- | ----------------------------------------------- | ----------------------------------------------- | ----------------------------------------------- | ----------------------------------------------- | ----------------------------------------------- | ----------------------------------------------- |
| Bauzeit                                                           | 03/2018–01/2020                                 | 03/2020–10/2023                                 | 03/2018–01/2020                                 | 03/2020–10/2023                                 | 11/2018–01/2020                                 | 03/2020–10/2023                                 | 03/2018–01/2020                                 | 03/2020–10/2023                                 | 03/2018–06/2018                                 | 07/2019–10/2023                                 |
| Motorart                                                          | Dieselmotor                                     | Dieselmotor                                     | Dieselmotor                                     | Dieselmotor                                     | Dieselmotor                                     | Dieselmotor                                     | Dieselmotor                                     | Dieselmotor                                     | Dieselmotor                                     | Dieselmotor                                     |
| Motorbauart                                                       | Vierzylinder-Reihenmotor                        | Vierzylinder-Reihenmotor                        | Vierzylinder-Reihenmotor                        | Vierzylinder-Reihenmotor                        | Vierzylinder-Reihenmotor                        | Vierzylinder-Reihenmotor                        | Vierzylinder-Reihenmotor                        | Vierzylinder-Reihenmotor                        | Vierzylinder-Reihenmotor                        | Vierzylinder-Reihenmotor                        |
| Gemischaufbereitung                                               | Common-Rail-Direkteinspritzung                  | Common-Rail-Direkteinspritzung                  | Common-Rail-Direkteinspritzung                  | Common-Rail-Direkteinspritzung                  | Common-Rail-Direkteinspritzung                  | Common-Rail-Direkteinspritzung                  | Common-Rail-Direkteinspritzung                  | Common-Rail-Direkteinspritzung                  | Common-Rail-Direkteinspritzung                  | Common-Rail-Direkteinspritzung                  |
| Motoraufladung                                                    | Abgasturbolader mit variabler Turbinengeometrie | Abgasturbolader mit variabler Turbinengeometrie | Abgasturbolader mit variabler Turbinengeometrie | Abgasturbolader mit variabler Turbinengeometrie | Abgasturbolader mit variabler Turbinengeometrie | Abgasturbolader mit variabler Turbinengeometrie | Abgasturbolader mit variabler Turbinengeometrie | Abgasturbolader mit variabler Turbinengeometrie | Abgasturbolader mit variabler Turbinengeometrie | Abgasturbolader mit variabler Turbinengeometrie |
| Hubraum                                                           | 1995 cm³                                        | 1995 cm³                                        | 1995 cm³                                        | 1995 cm³                                        | 1995 cm³                                        | 1995 cm³                                        | 1995 cm³                                        | 1995 cm³                                        | 1995 cm³                                        | 1995 cm³                                        |
| Motorcode                                                         | B47C20U0                                        | B47C20U0                                        | B47C20U0                                        | B47C20U0                                        | B47C20O1                                        | B47C20O1                                        | B47C20O1                                        | B47C20O1                                        | B47C20T0                                        | B47C20T0                                        |
| max. Leistung bei 1/min                                           | 110 kW (150 PS)/ 4000                           | 110 kW (150 PS)/ 4000                           | 110 kW (150 PS)/ 4000                           | 110 kW (150 PS)/ 4000                           | 140 kW (190 PS)/ 4000                           | 140 kW (190 PS)/ 4000                           | 140 kW (190 PS)/ 4000                           | 140 kW (190 PS)/ 4000                           | 170 kW (231 PS)/ 4400                           | 170 kW (231 PS)/ 4400                           |
| Drehmoment bei 1/min                                              | 350 Nm/ 1750–2500                               | 350 Nm/ 1750–2500                               | 350 Nm/ 1750–2500                               | 350 Nm/ 1750–2500                               | 400 Nm/ 1750–2500                               | 400 Nm/ 1750–2500                               | 400 Nm/ 1750–2500                               | 400 Nm/ 1750–2500                               | 450 Nm/ 1500–3000                               | 450 Nm/ 1500–3000                               |
| Getriebe, serienmäßig                                             | 6-Gang-Schaltgetriebe                           | 6-Gang-Schaltgetriebe                           | 6-Gang-Schaltgetriebe                           | 6-Gang-Schaltgetriebe                           | 8-Gang-Automatik (1)                            | 8-Gang-Automatik (1)                            | 8-Gang-Automatik (1)                            | 8-Gang-Automatik (1)                            | 8-Gang-Automatik (1)                            | 8-Gang-Automatik (1)                            |
| Getriebe, optional                                                | 8-Gang-Automatik (1)                            | 8-Gang-Automatik (1)                            | 8-Gang-Automatik (1)                            | 8-Gang-Automatik (1)                            | —                                               | —                                               | —                                               | —                                               | —                                               | —                                               |
| Antrieb                                                           | Vorderradantrieb                                | Vorderradantrieb                                | Allradantrieb                                   | Allradantrieb                                   | Vorderradantrieb                                | Vorderradantrieb                                | Allradantrieb                                   | Allradantrieb                                   | Allradantrieb                                   | Allradantrieb                                   |
| Beschleunigung, 0–100 km/h in s                                   | 9,3                                             | 9,3                                             | 9,2                                             | 9,2 [9,4]                                       | 7,9                                             | 7,9                                             | 7,7                                             | 7,7                                             | 6,7                                             | 6,6                                             |
| Höchstgeschwindigkeit                                             | 207 km/h                                        | 207 km/h                                        | 206 km/h                                        | 206 km/h                                        | 224 km/h                                        | 224 km/h                                        | 221 km/h                                        | 221 km/h                                        | 237 km/h                                        | 237 km/h                                        |
| Kraftstoffverbrauch (nach EWG-Richtlinie, kombiniert in l/100 km) | 4,5–4,6 [4,5–4,7]                               | 4,3–4,6 [4,3–4,7]                               | 4,9–5,2                                         | 4,9–5,2 [4,6–4,9]                               | 4,4–4,7                                         | 4,4–4,7                                         | 4,6–4,8                                         | 4,6–5,0                                         | 5,1–5,3                                         | 4,8–5,1                                         |
| CO2-Emission (g/km) kombiniert                                    | 119–121 [118–124]                               | 114–122 [114–123]                               | 128–137                                         | 128–136 [121–129]                               | 115–123                                         | 115–123                                         | 121–126                                         | 122–131                                         | 133–139                                         | 127–135                                         |
| Abgasnorm nach EU-Klassifikation                                  | Euro 6d-TEMP                                    | Euro 6d                                         | Euro 6d-TEMP                                    | Euro 6d                                         | Euro 6d-TEMP                                    | Euro 6d                                         | Euro 6d-TEMP                                    | Euro 6d                                         | Euro 6c                                         | Euro 6d                                         |